# Marie Lebihan
Marie Lebihan foi uma política nigeriana. Ela foi uma das primeiras mulheres eleitas para a Assembleia Nacional em 1989.

## Biografia
Membro do Movimento Nacional para o Desenvolvimento da Sociedade (MNSD), Lebihan foi nomeada candidata à Assembleia Nacional em Maradi nas eleições de 1989. Com o MNSD sendo o único partido legal, ela foi eleita sem oposição, tornando-se uma do primeiro grupo de cinco mulheres eleitas para a Assembleia Nacional. A Assembleia Nacional foi dissolvida em 1991 e ela não foi reeleita nas eleições de 1993.